# 周俞君
周俞君（1980年04月26日—），世新大學新聞學系肄業，前非凡新聞台、非凡商業台主播。

## 經歷
- 1998年－1999年：經濟部技術處委託非凡電視台製作產業發展紀錄片《產業科技人》製作人
- 1999年－2005年：非凡電視台《超越錢線》製作人
- 2005年：非凡電視台《錢進台灣》製作人
- 2005年－2016年：非凡電視台《非凡搶先報》主持、製作人
- 2005年－2017年：非凡電視台《財經晚報》主持、製作人
- 2013年－2017年：非凡電視台節目部製作中心財經組主任
- 2014年－2016年：非凡電視台《NEWS金探號》製作人
- 2017年：非凡電視台《新聞Talk Show》主持人

## 外部連結
- 周俞君的Facebook專頁